# Dzsajpur
Dzsajpur (dévanágari írással  जयपुर, angolul Jaipur) város India északnyugati részén, Rádzsasztán szövetségi állam fővárosa. Delhitől mintegy 300 km-re délnyugatra, illetve Agrától 200 km-re nyugatra fekszik. Üzleti, kereskedelmi, közigazgatási, kulturális központ. A Dzsajpuri agglomeráció népessége 3 073 000 fő volt 2011-ben, ezzel India 10. legnagyobb metropolisza.
A várost 1727-ben II. Dzsaj Szingh maharadzsa alapította, aki a közeli Amberból ide telepítette át a székhelyét. Egy későbbi uralkodó 1876-ban rózsaszínűre festette az óvárost, mert asztrológusai azt mondták, ez a szín szerencsét hoz neki. Az épületeket azóta is rózsaszínűre festik. Dzsajpurt sokan India egyik legszebb városának tartják.
2019-ben a világörökség részévé nyilvánították.

## Éghajlat
Dzsaipur éghajlata forró sztyeppklíma (a Köppen-féle klímaosztályozás szerint: BSh), amelyet erősen befolyásol a délnyugati monszun. Az év legnagyobb részében szárazság jellemző, a csapadék szinte kizárólag a nyári hónapokra – főként júliusra és augusztusra – korlátozódik. A nyár hosszú, rendkívül forró és száraz: májusban a napi középhőmérséklet eléri a 34 °C körüli értéket, a nappali csúcsok gyakran meghaladják a 40 °C-ot. A város történetének eddig mért legmagasabb hőmérséklete 49,0 °C volt, amit 1994. május 23-án jegyeztek fel.
A monszun általában június végén vagy július elején érkezik, rövid ideig tartó, de intenzív esőzésekkel, amelyek hirtelen hőmérséklet-csökkenést hoznak. Bár a csapadék évi összege átlagosan 500–650 mm között alakul, ennek túlnyomó része a nyári hónapokra esik. A monszun idején gyakoriak a viharok és a nagy mennyiségű csapadékkal járó záporok, de komoly áradások viszonylag ritkák.
A tél rövid: decembertől februárig a nappalok enyhék, az éjszakák hűvösek vagy akár hidegek is lehetnek. Januárban a napi középhőmérséklet 15 °C körül alakul, és nem ritkák az 5 °C alatti éjszakák sem. A város legalacsonyabb hőmérsékletét –2,2 °C-kal három alkalommal is feljegyezték: 1905. január 31-én és február 1-jén, valamint 1964. január 16-án.
Éves szinten Dzsaipur átlagos hőmérséklete megközelíti a 25 °C-ot. A legszárazabb hónap a december, amikor gyakorlatilag alig esik eső, míg a legcsapadékosabb július, amikor egy-egy hónap alatt akár 170–180 mm eső is hullhat. A levegő páratartalma is jelentősen ingadozik: áprilisban a legalacsonyabb (jellemzően 20% körüli), augusztusban pedig a legmagasabb, gyakran 75% feletti.

Dzsaipur városszerkezete miatt jelentős városi hősziget-hatás figyelhető meg: a sűrűn beépített, burkolt felületek nappal erősebben felmelegszenek, és lassabban hűlnek ki, mint a környező vidéki területek. Ennek hatására télen előfordul, hogy míg a városközpontban enyhébb az éjszakai lehűlés, a peremkerületekben és a vidéken fagypontra vagy az alá süllyed a hőmérséklet.
| Hónap                                                                    | Jan. | Feb. | Már. | Ápr. | Máj. | Jún. | Júl. | Aug. | Szep. | Okt. | Nov. | Dec. | Év   |
| ------------------------------------------------------------------------ | ---- | ---- | ---- | ---- | ---- | ---- | ---- | ---- | ----- | ---- | ---- | ---- | ---- |
| Rekord max. hőmérséklet (°C)                                             | 31,7 | 36,7 | 42,8 | 44,9 | 48,5 | 47,2 | 46,7 | 41,7 | 41,7  | 40,0 | 36,1 | 31,3 | 48,5 |
| Átlagos max. hőmérséklet (°C)                                            | 22,4 | 25,0 | 31,0 | 37,1 | 40,3 | 39,3 | 34,1 | 32,4 | 33,8  | 33,6 | 29,2 | 24,4 | 31,9 |
| Átlagos min. hőmérséklet (°C)                                            | 8,4  | 10,8 | 16,0 | 21,8 | 25,9 | 27,4 | 25,8 | 24,7 | 23,2  | 19,4 | 13,8 | 9,2  | 18,9 |
| Rekord min. hőmérséklet (°C)                                             | −2,2 | −2,2 | 3,3  | 9,4  | 15,6 | 19,1 | 20,6 | 18,9 | 15,0  | 11,1 | 3,3  | 0,0  | −2,2 |
| Átl. csapadékmennyiség (mm)                                              | 7    | 11   | 3    | 5    | 18   | 63   | 223  | 206  | 66    | 25   | 4    | 4    | 636  |
| Forrás: India Meteorological Department (record high and low up to 2010) |      |      |      |      |      |      |      |      |       |      |      |      |      |

## Gazdaság
Dzsajpur az indiai aranyháromszög egyik turisztikai célpontja.
Fontos gazdasági ágazatok a szőnyegkészítés, ékszerkészítés, festészet, textilgyártás, bőripar, papírgyártás, fémipar, vegyipar. Vasúti- és közúti csomópont, nemzetközi forgalmú repülőtérrel rendelkezik.

## Látnivalók
- Hawa Mahal (Havá Mahal - Szelek palotája). A városfalon belül találjuk a város leghíresebb épületét, amelyet 1799-ben építtetett Sawai Pratap Szingh a háremhölgyeinek.
- City Palace (Városi palotakomplexum). A 18. század eleje óta Dzsajpur uralkodóinak a rezidenciája volt. A terjedelmes épület a rádzspút és a mogul építészet egyvelege. A komplexum legészakibb része a Chandra Mahal (Csandra M.ahal - Hold palota). A hét emeletes palotát 1727-34 között emelték és máig ez a maharadzsák és egykori uralkodók rezidenciája. Ma az első két emelet múzeumnak ad otthont.
- Dzsantar Mantar obszervatórium. A kulturális világörökség része.
- Jal Mahal (Dzsál Máhál) palota. Sawai Pratap Szingh  építtette 1799-ben. Dzsajpurtól 6,5 km-re, az Amber felé vezető út mellett található. A Man Sagar tó közepén álló építményt királyi kacsavadászatok céljára emelték. Száraz időszakban a tó kiszárad és helyén hatalmas füves mező terül el.
- Ámbér-erőd. A kulturális világörökség része. A 16. század végén kezdték meg az erődpalota építését. Itt volt a Kacshváhák citadellája 1727-ig, amikor fővárosukat Dzsajpurba helyezték át. A várostól 11 km-re északra található.
- Jaigarh Fort (Dzsajgarh-erőd). 1726-ban épült a vár, ahol a falakon belül víztározókat, ágyúöntödét, templomokat találunk.
- Nahargarh Fort (erőd). 1734-ben épült. A sziklás, kopár hegytetőn álló várat később kibővítették. A várostól 6 km-re ÉNy-ra.
- Gaitor. A Kacshváhá uralkodók márvány síremlékei. 8 km-re északra.
- Rani Sisodia (Sziszódijá Rání ká Bág) kert és palota. Teraszos kerttel és szökőkutakkal díszített park, a legfelső teraszon álló palotával. 1728-ban épült. 8 km-re a várostól Agra felé.
- Galtá. Egy festői szurdok rejti Galtá Kundot, a két templommal és számos kis szentéllyel rendelkező 18. századi vallási központot. Dzsajpurtól 10 km-re K-re.
- Szángánér. Dzsajpurtól 15 km-re délre fekvő kisváros. Fallal körülvett óvárosában bújik meg a lenyűgöző, dúsan faragott 11. századi Szanghídzsi dzsaina templom.

## Sport
A városban, ahogy egész Indiában, rendkívül népszerű a krikett. A legfontosabb helyi csapat a Rajasthan Royals, amely 2008-ban megnyerte az IPL bajnokságot is.

## Képek

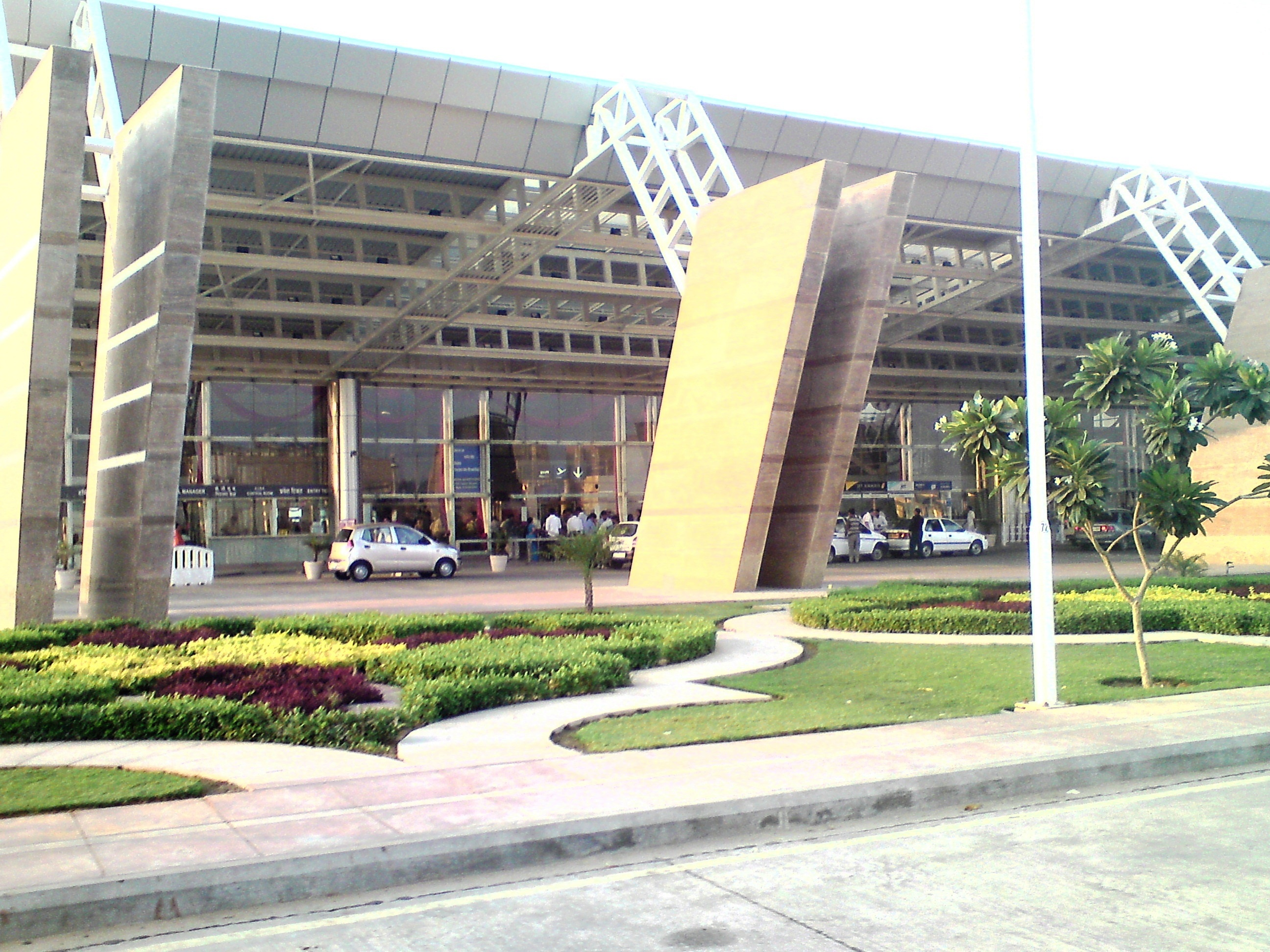
A város nemzetközi repülőterének terminálja
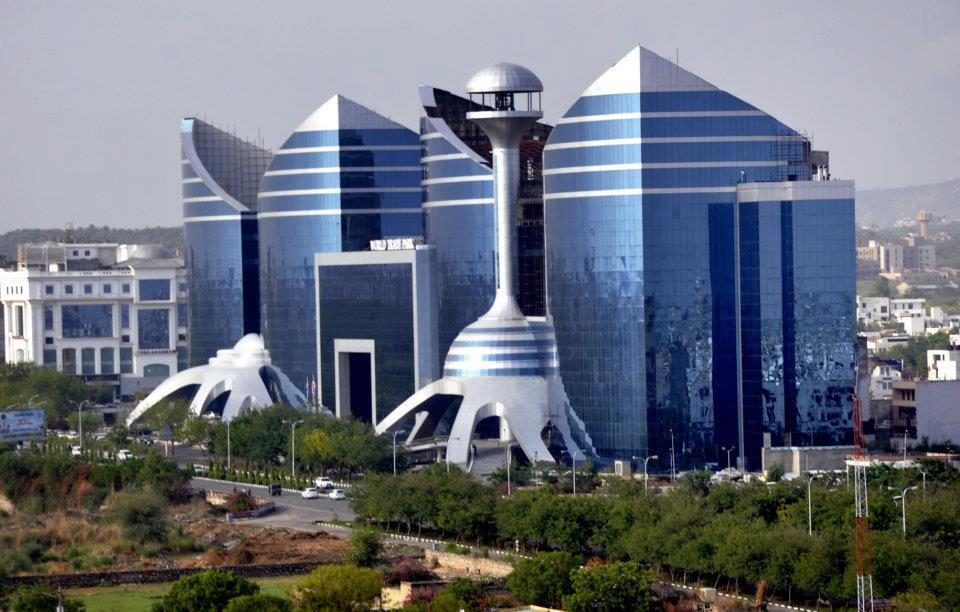
World Trade Park épülete
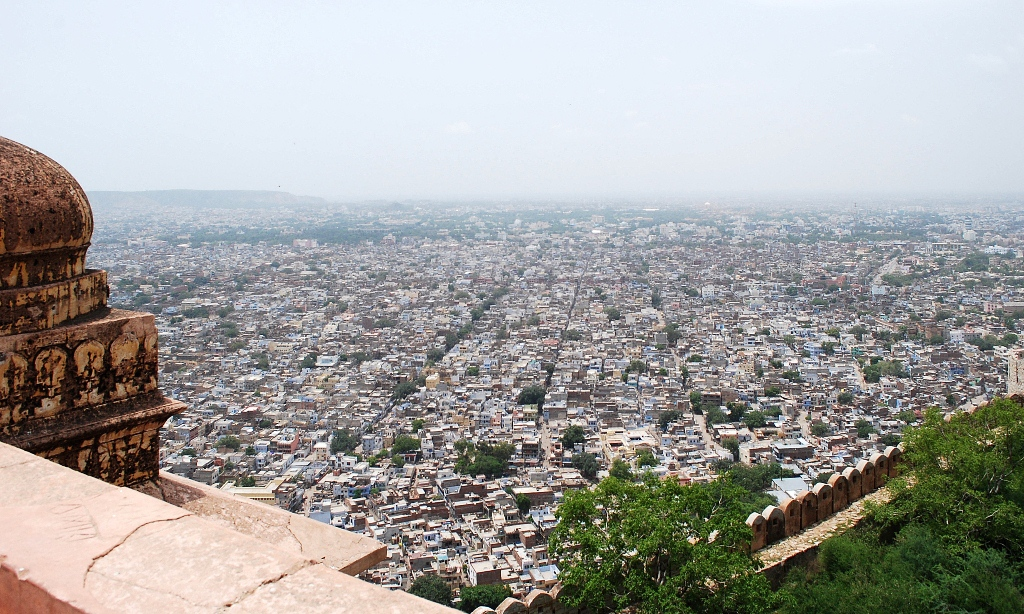
A város a Nahargarh erődből
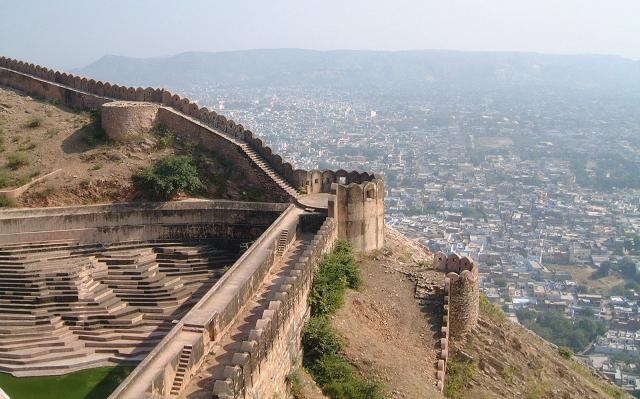
A Nahargarh erőd, alatta a várossal
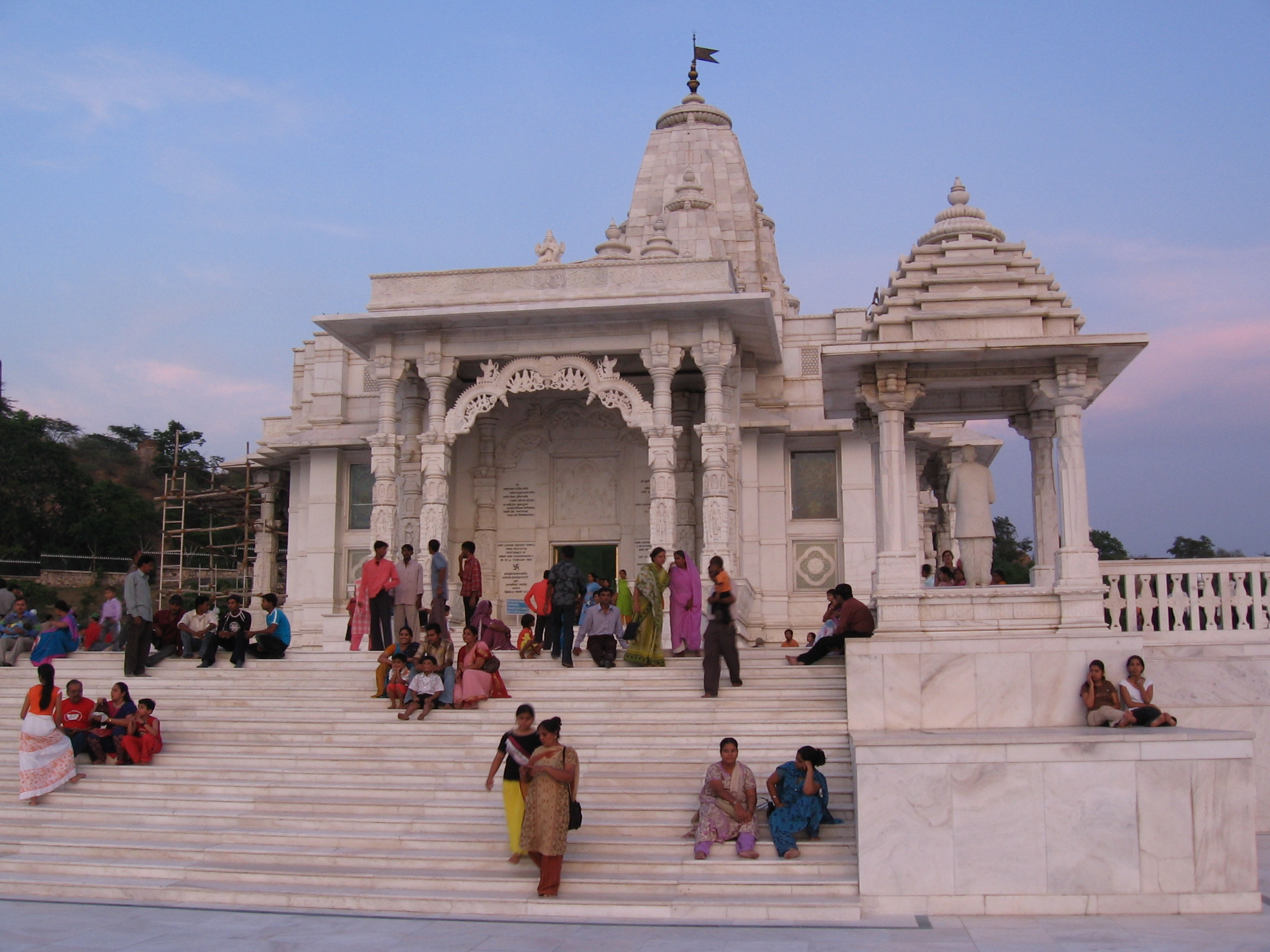
Birla Mandir (templom)
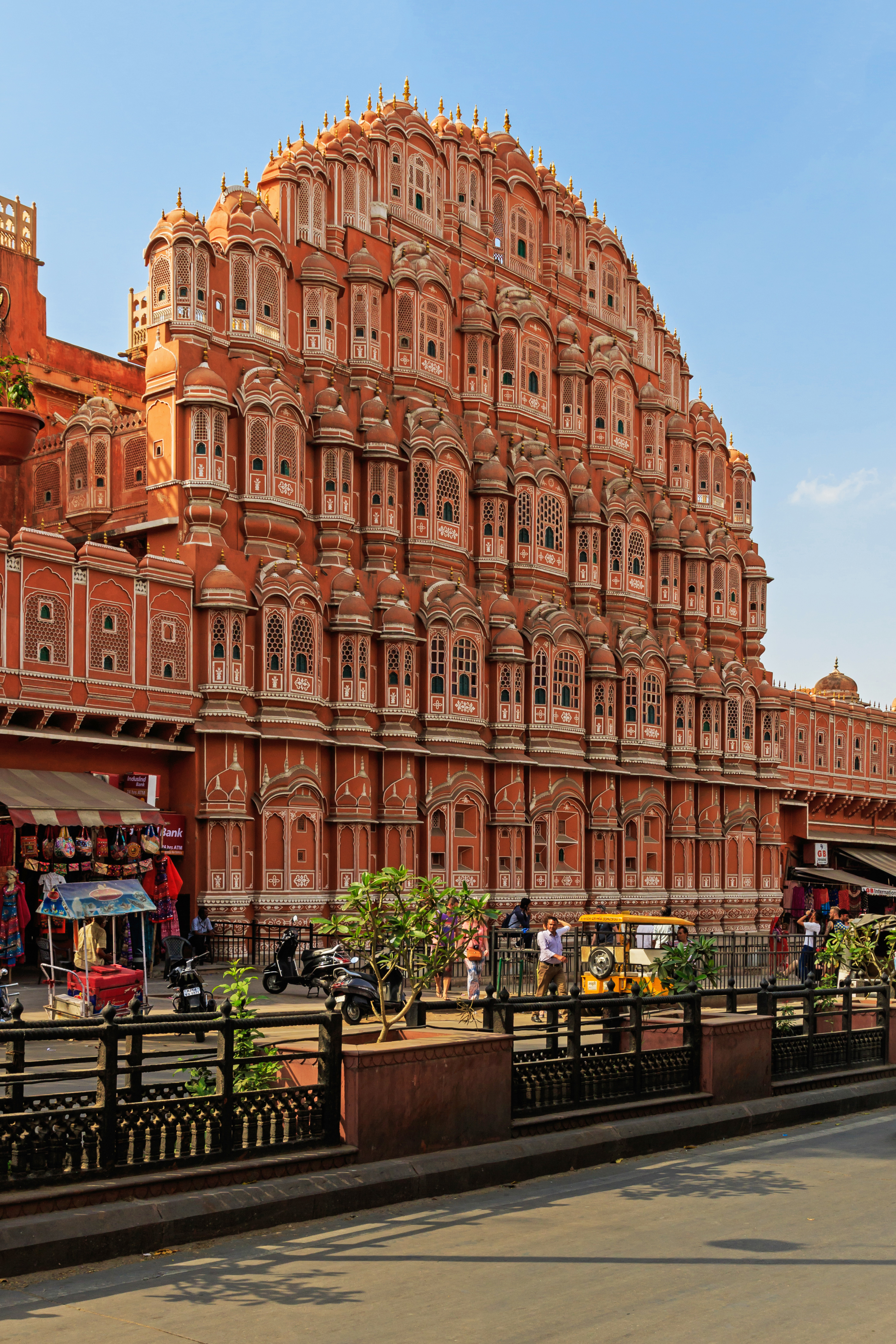
Hawa Mahal (Szelek Palotája)
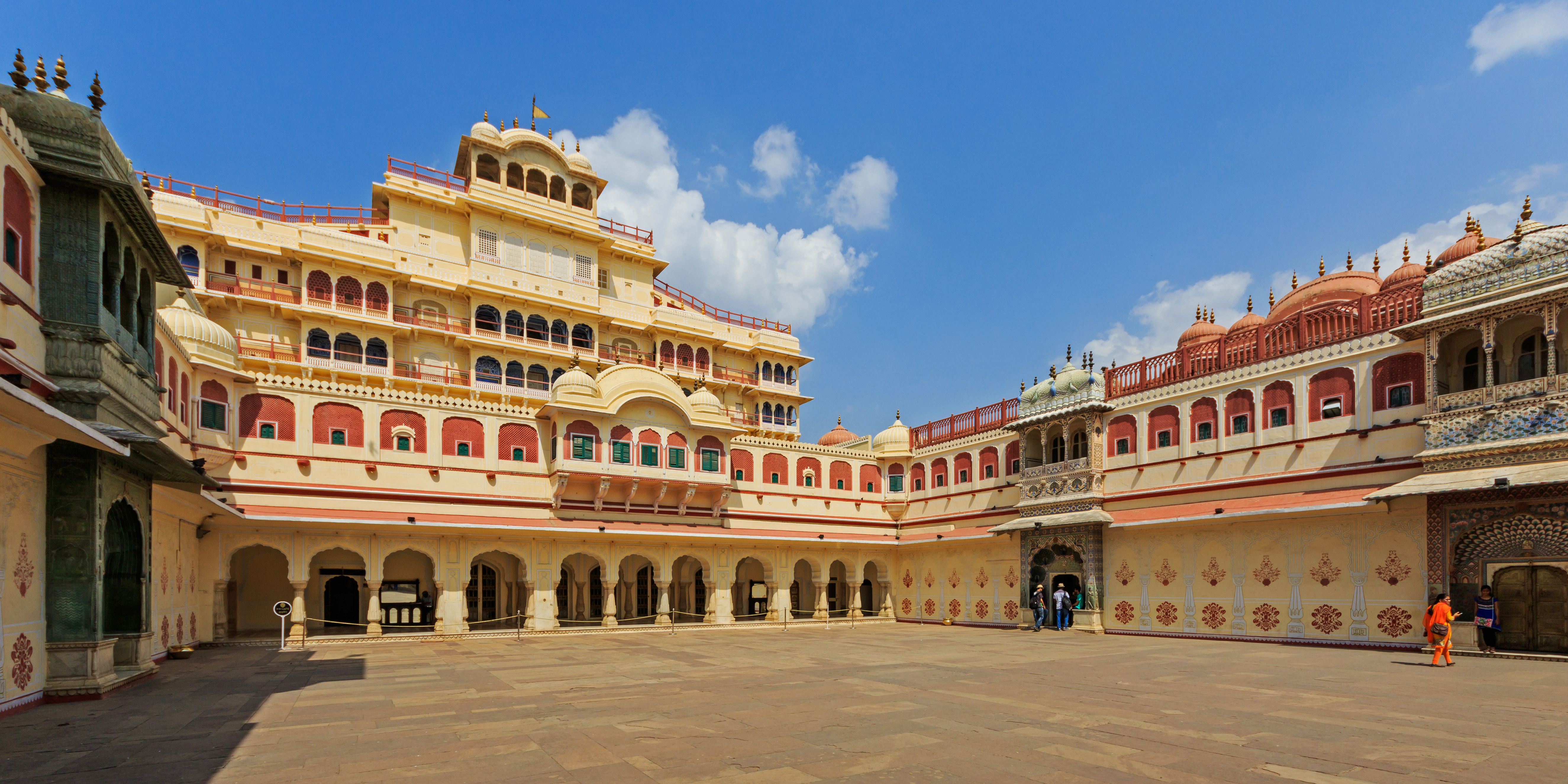
Chandra Mahal, a várospalota része
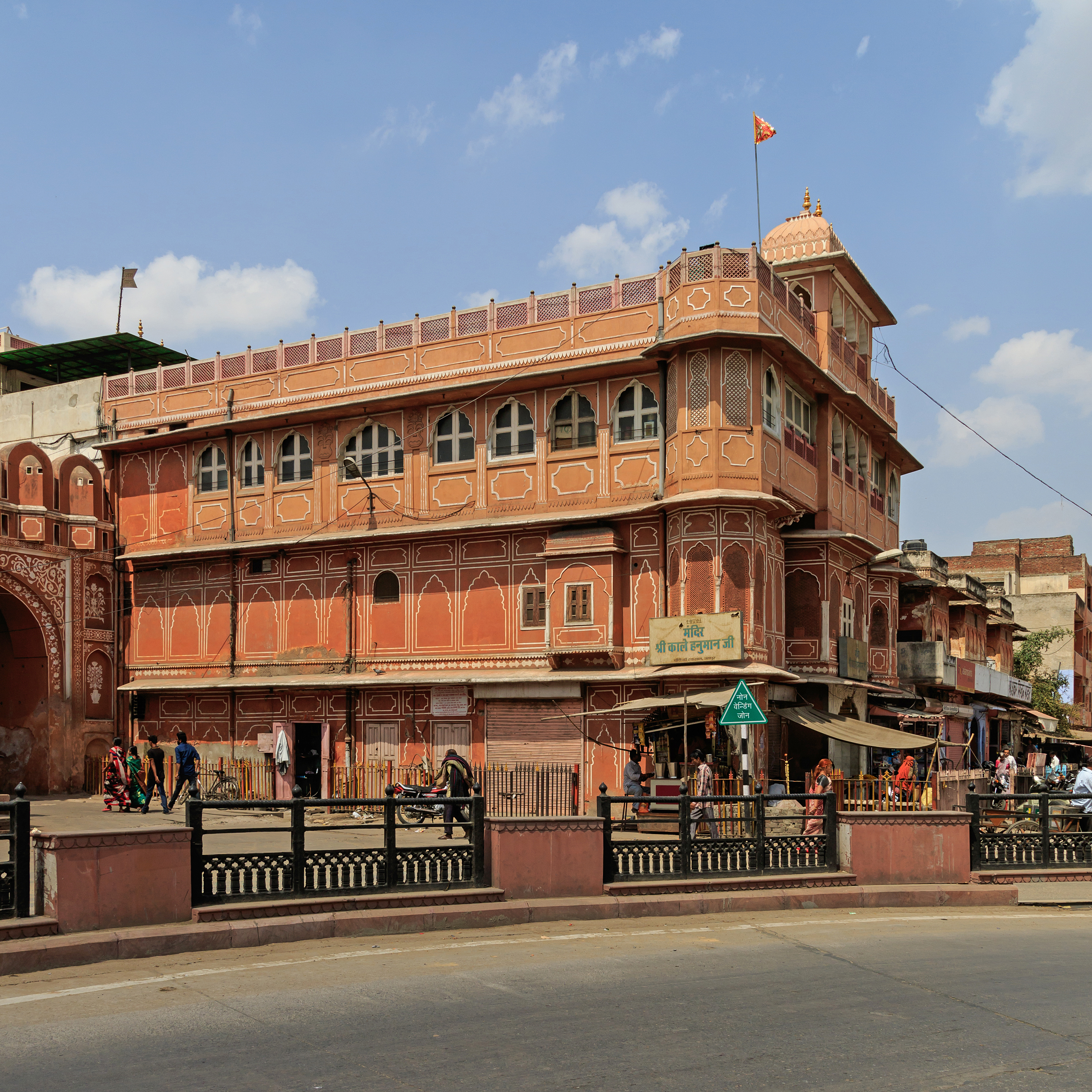
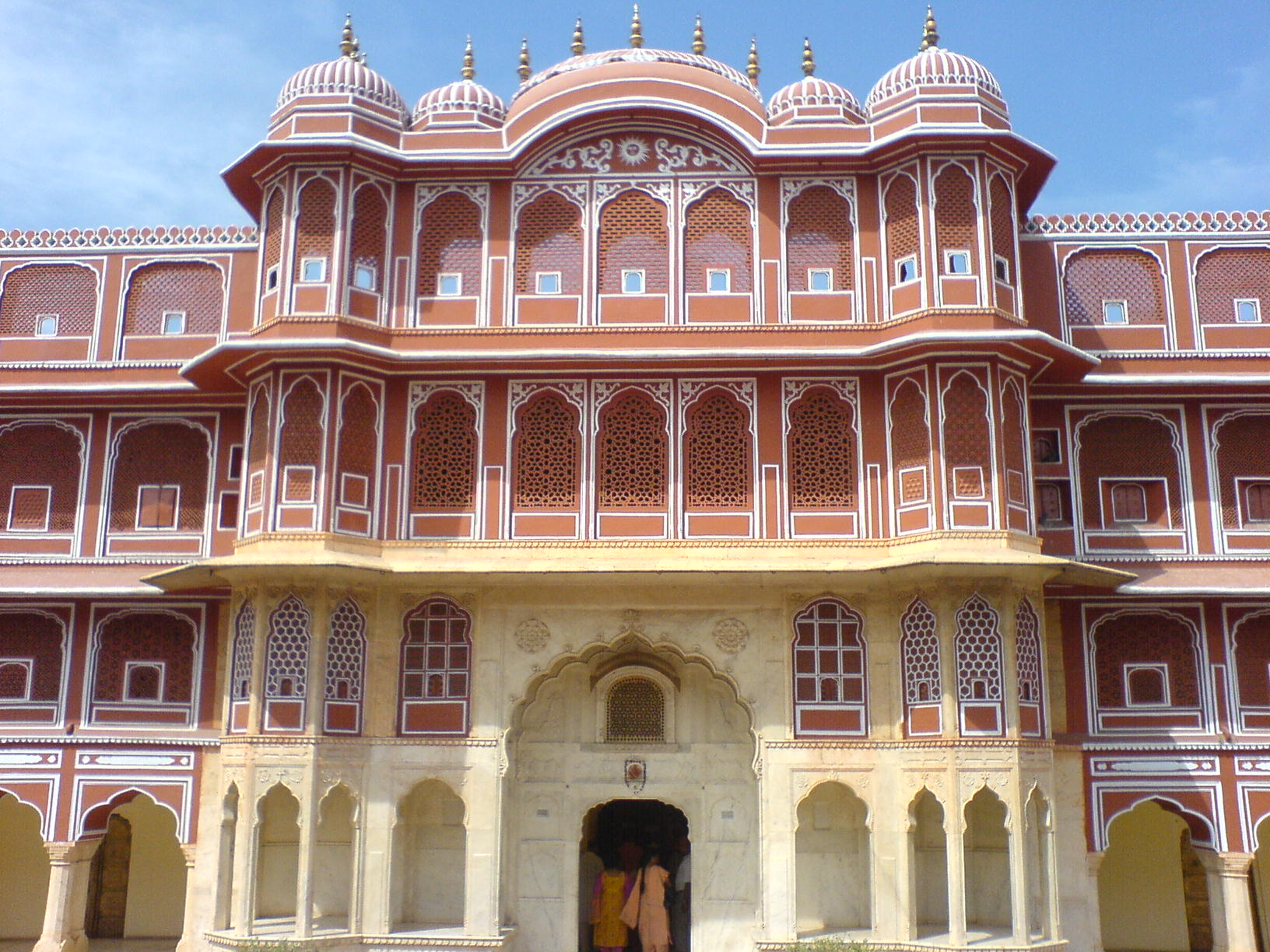
A várospalota egy homlozati része
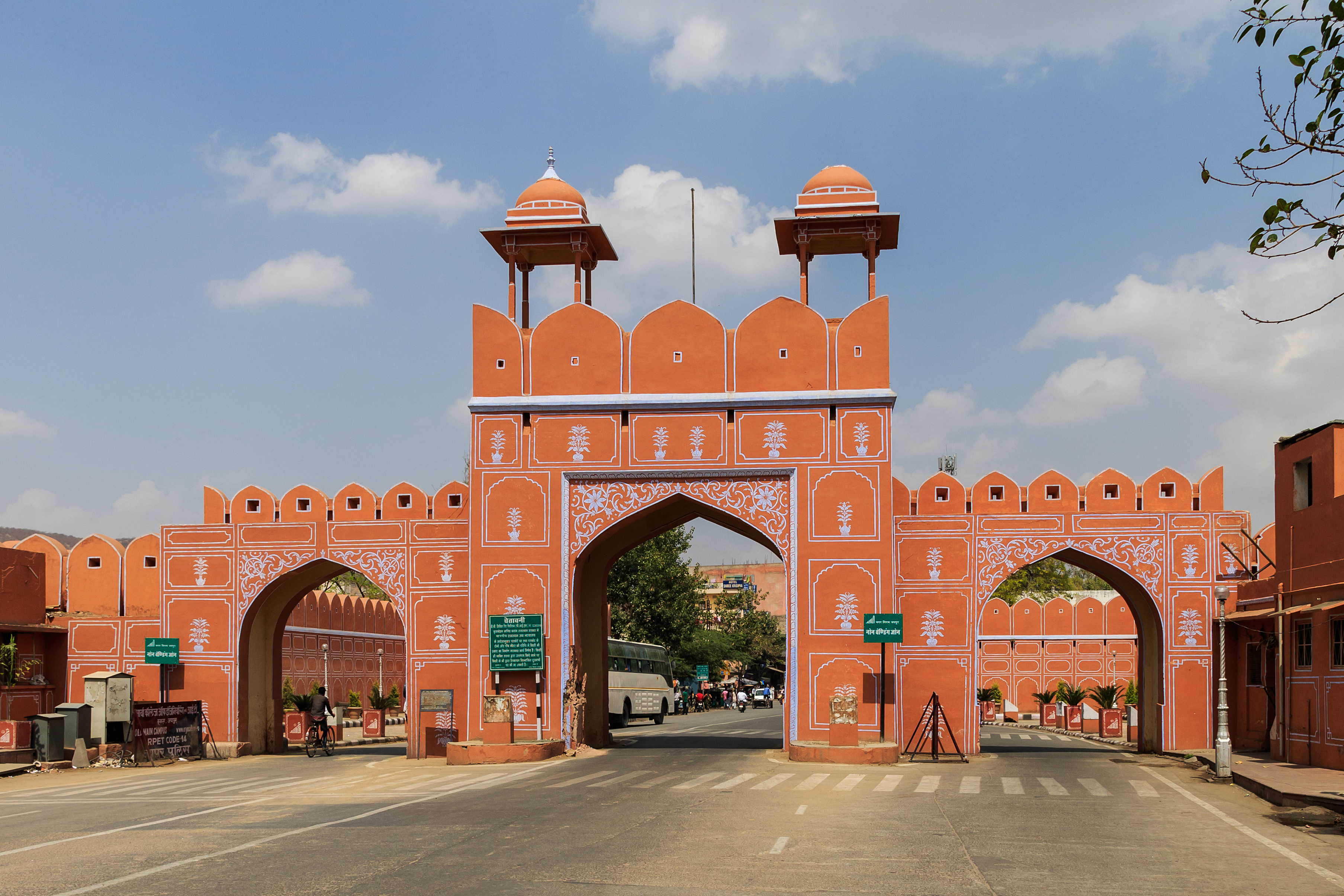
Ajmeri városkapu
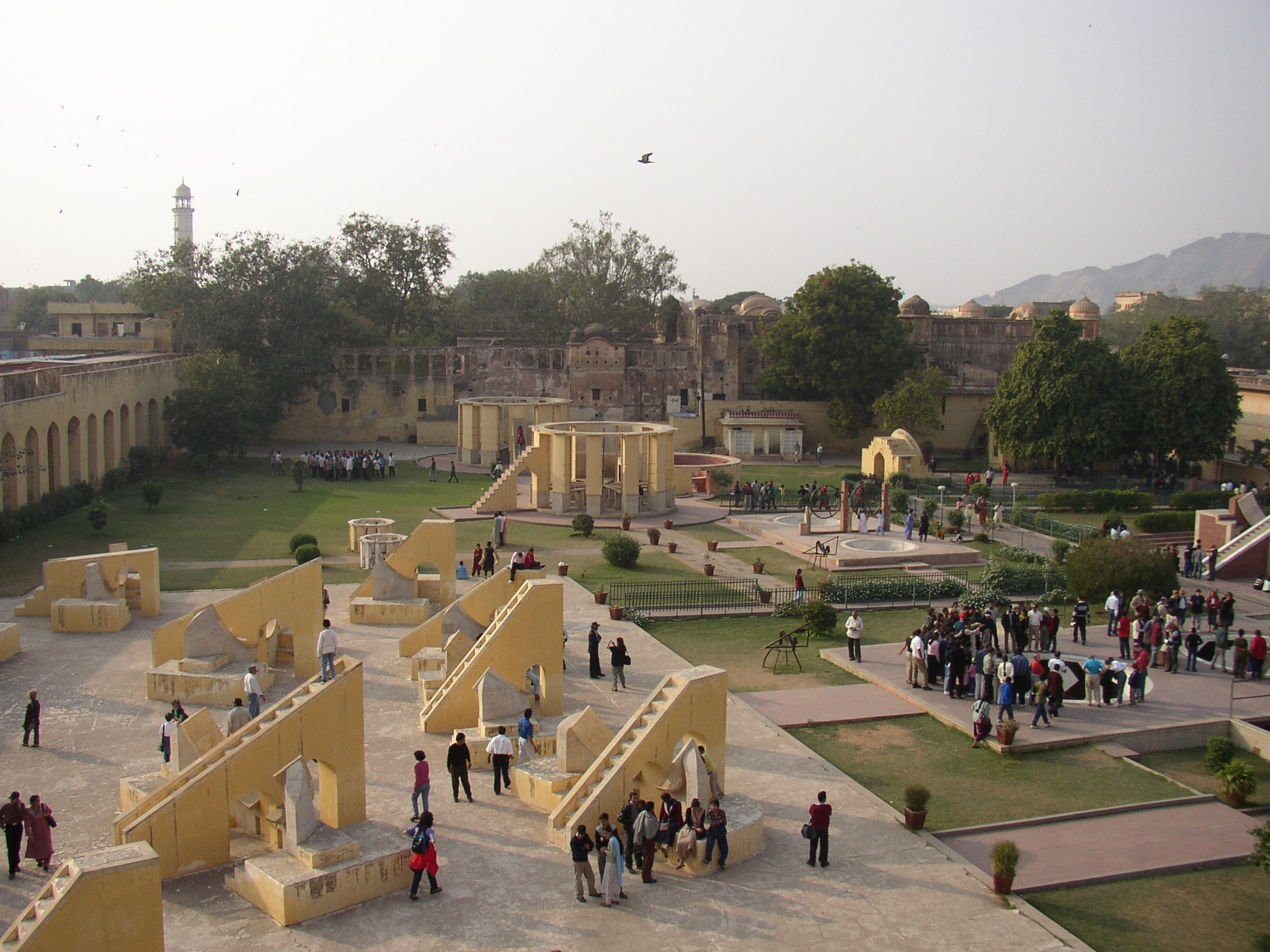
Dzsantar Mantar obszervatórium
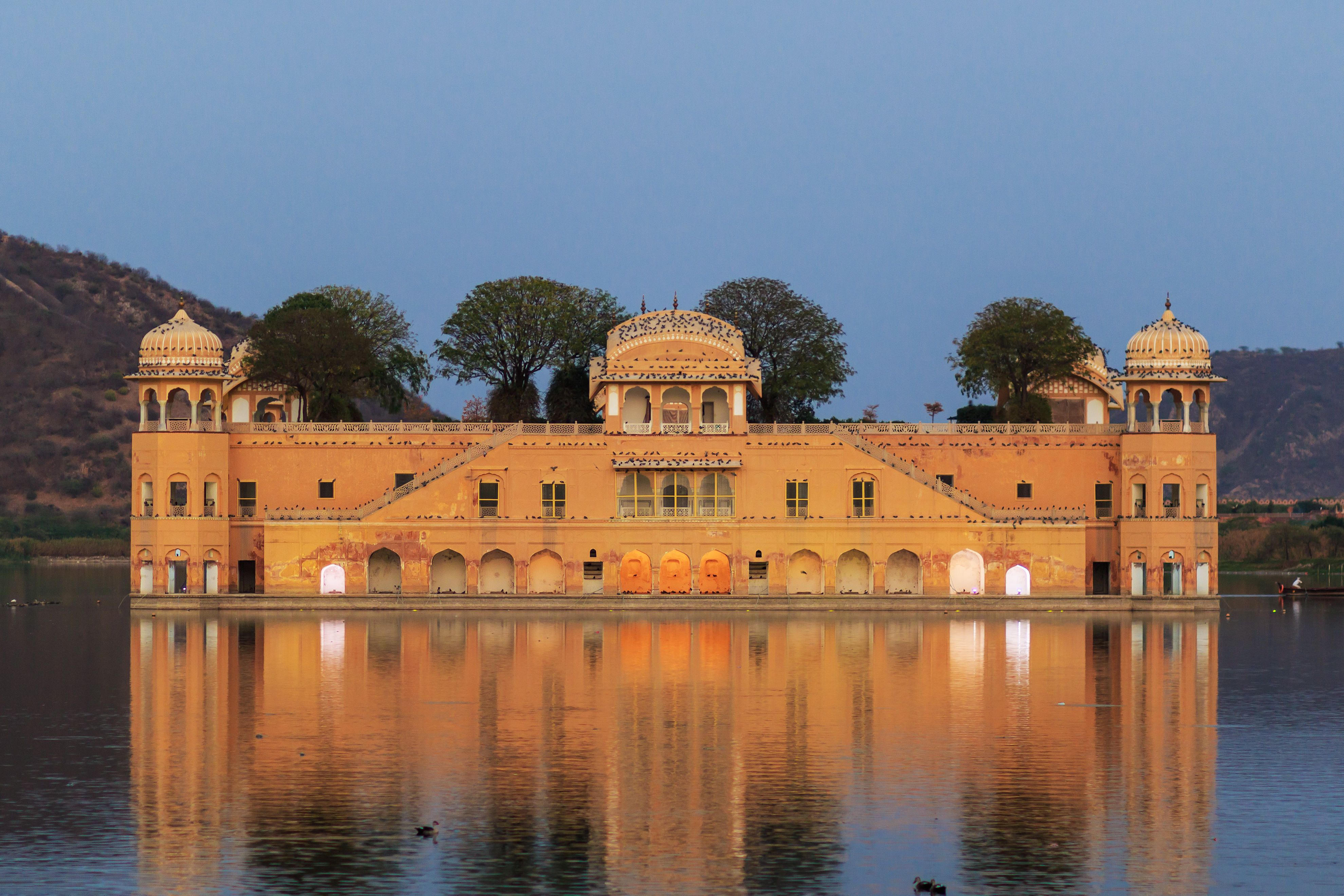
Jal Mahal palota
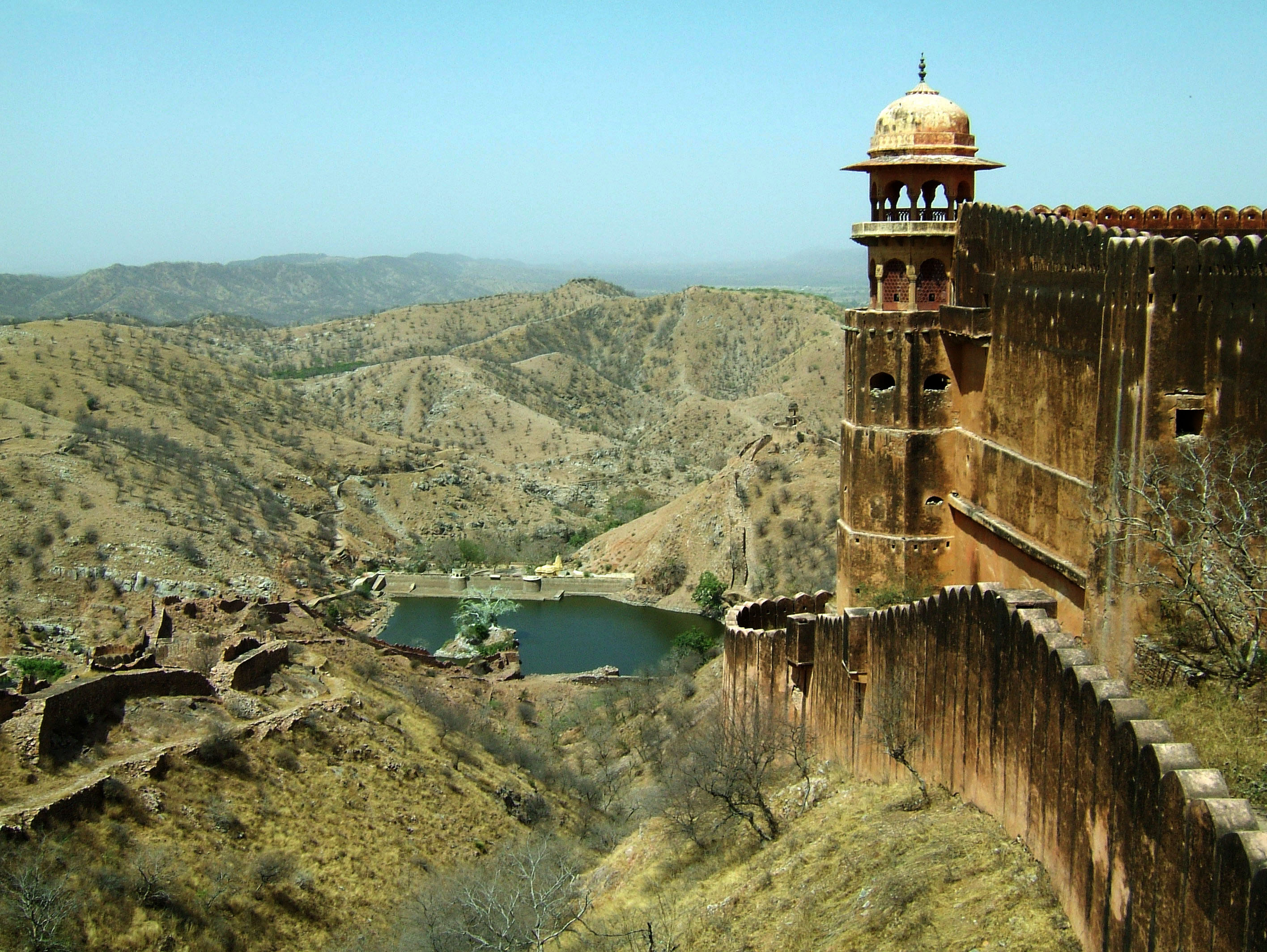
Jaigarh erőd egy része
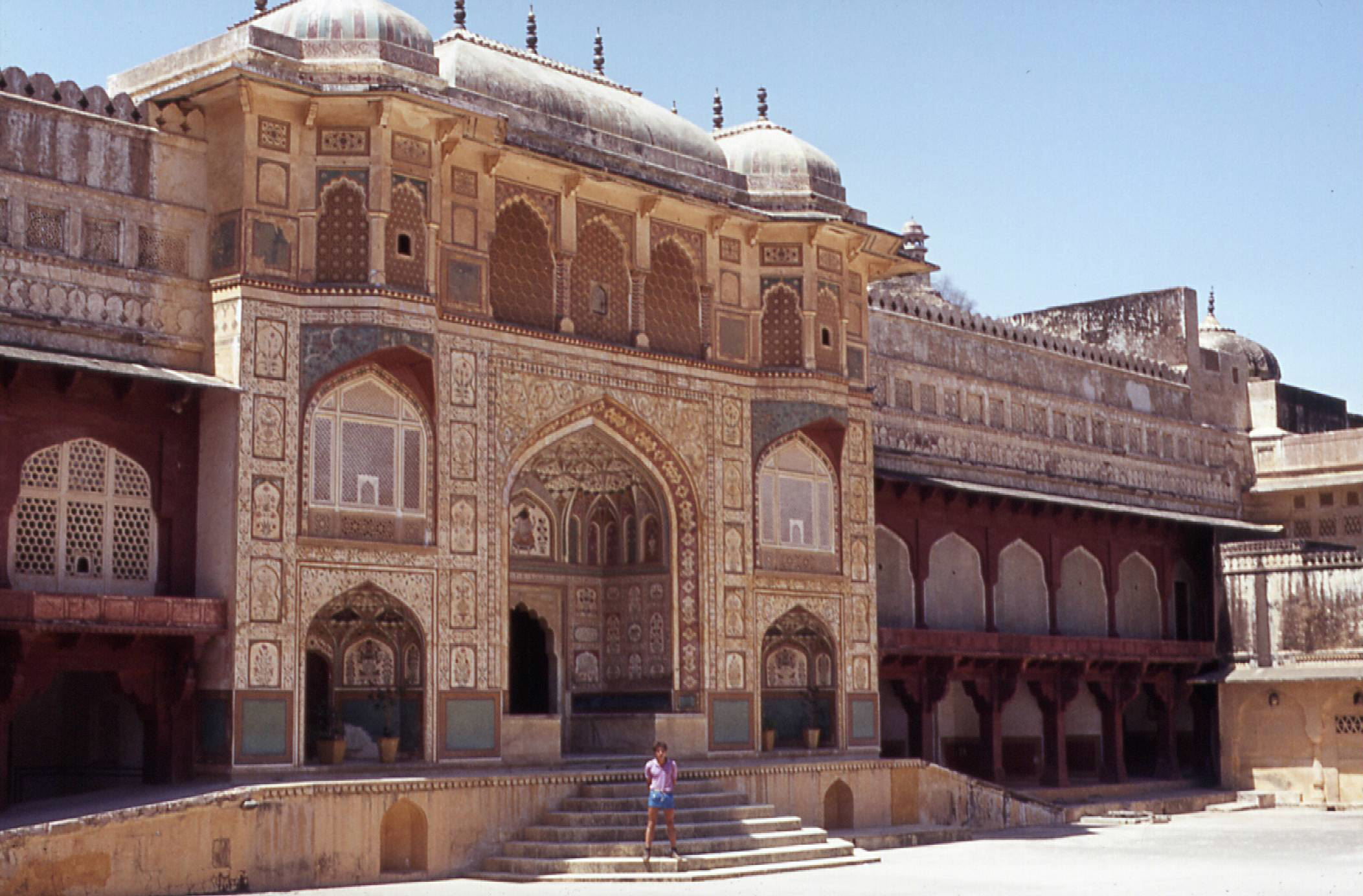
Ámbér palotájának egy része
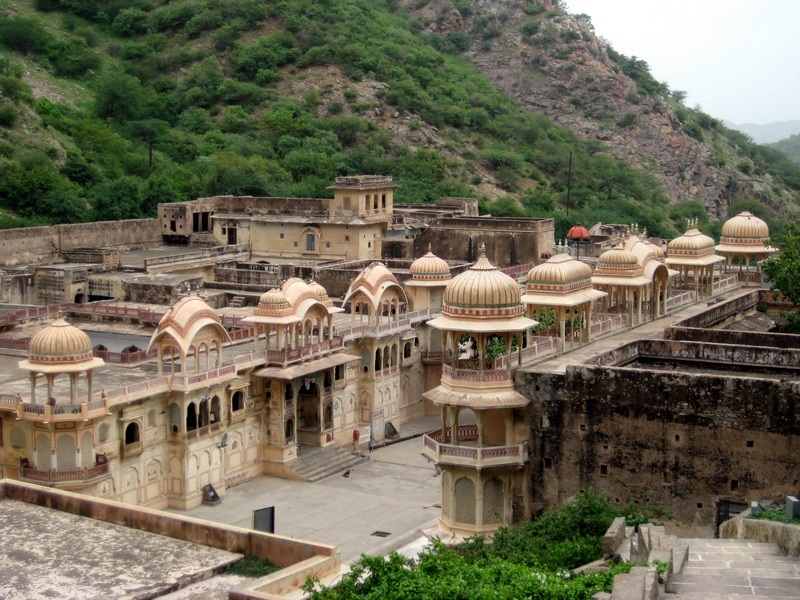
Galta templomai Dzsajpur mellett